# Nîmes
Nîmes (antičko Colonia Nemausus, je grad u južnoj francuskoj regiji Languedoc-Roussillon. Godine 2004. grad je imao 144.600 stanovnika.

## Povijest
Na temelju konkretnih arheoloških nalaza potvrđena je ljudska prisutnost u razdoblju od o. 4000. pr. Kr. - o. 3500. pr. Kr. Nalazište pripada neolitiku. Broj stanovnika se povećao tijekom više od tisuću godina brončanoga doba.[nedostaje izvor]

## Gradovi prijatelji
- Braunschweig (Njemačka),
- Frankfurt na Odri (Njemačka),
- Meknes (Maroko),
- Prag (Češka),
- Preston (Velika Britanija),
- Rishon LeZion (Izrael),
- Salamanca (Španjolska),
- Verona (Italija).

## Vanjske poveznice
- stranice grada
- antički Nîmes  Arhivirana inačica izvorne stranice od 17. svibnja 2008. (Wayback Machine)

|  | Portal Francuske – Pristup člancima s tematikom o Francuskoj. |